# Élections générales sud-africaines de 2024
Les élections générales sud-africaines de 2024 ont lieu le 29 mai 2024 afin d'élire les membres de l'Assemblée nationale d'Afrique du Sud, ainsi que ceux des assemblées provinciales des neuf provinces du pays.
L'Assemblée nationale procède peu après son élection à celle du président de la République, élu au scrutin indirect pour cinq ans.
Le Congrès national africain (ANC) mené par le Président Cyril Ramaphosa perd la majorité absolue des sièges, une première depuis la fin de l'apartheid trente ans plus tôt. Si l'Alliance démocratique (DA) de John Steenhuisen conserve la seconde place et demeure le principal parti d'opposition, le recul de l'ANC profite principalement au parti Umkhonto we Sizwe (MK) de l'ancien président Jacob Zuma, qui arrive troisième pour sa première participation à un scrutin national.
Outre le recul historique de l'ANC, les élections de 2024 aboutissent pour la première fois depuis 1924 à un parlement sans majorité, contraignant les formations politiques à s'entendre de manière inédite sur un gouvernement de coalition. Début juin, l'ANC conclut un accord en ce sens avec la DA, le Parti Inkatha de la liberté (IFP) et l'Alliance patriotique (PA).
La majorité ainsi formée permet notamment au président Ramaphosa d'être reconduit pour un deuxième mandat lors de l'élection présidentielle organisée au scrutin indirect le 14 juin suivant. Il forme le 30 juin son nouveau gouvernement, qui inclut les différents partenaires de coalition.

## Contexte

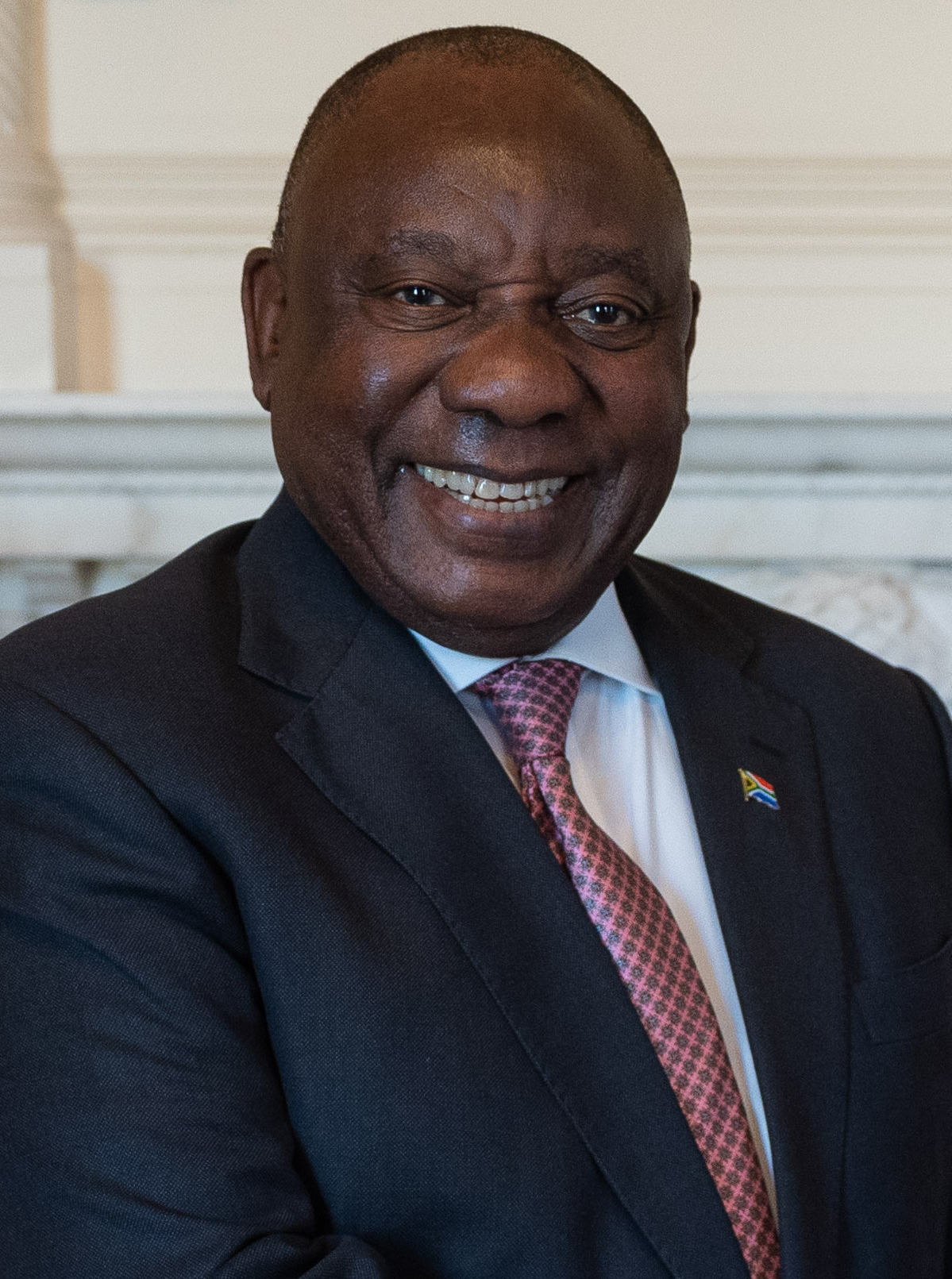
Cyril Ramaphosa.

Les précédentes élections en mai 2019 conduisent à un léger recul du Congrès national africain (ANC), qui sort néanmoins vainqueur en conservant la majorité absolue à l'Assemblée nationale ainsi que dans huit des neuf assemblées provinciales. À la tête de l'ANC et du pays depuis la démission en février 2018 de son prédécesseur Jacob Zuma, condamné pour corruption, le président sortant Cyril Ramaphosa est reconduit à la présidence du pays le 22 mai suivant.
L'ANC fait face depuis plusieurs scrutins à une baisse de ses résultats électoraux face à la principale formation d'opposition, l'Alliance démocratique (DA), ainsi que de la poussée sur sa gauche des Combattants pour la liberté économique (EFF), qui enregistrent en 2019 une nette progression, la DA conservant cependant la deuxième place au niveau national ainsi que la majorité à l'assemblée du Cap-Occidental. Ce recul amène Ramaphosa à déclarer vouloir « tirer les leçons » des législatives lors de son discours d'investiture.
Plusieurs partis de l'opposition annoncent, le 17 août 2023, la création de la Charte multipartite (Multi-Party Charter), réunissant la DA, le Parti Inkatha de la liberté (IFP), le Front de la liberté (VF+), le nouveau parti ActionSA, et d'autres partis mineurs. L'accord vise à permettre aux partis de s'entraider dans le but d'empêcher la réélection de l'ANC, mais également d'éviter que cette dernière ne finisse pas par s'allier aux EFF. Les partis de l'opposition traditionnelle sont en effet échaudés par la conclusion d'une telle alliance lors des élections locales à Johannesburg. Le Parti chrétien-démocrate africain (ACDP) se joint à l'alliance le 7 octobre suivant, tandis que le Parti chrétien-démocrate unifié (UCDP) — extraparlementaire, mais ayant obtenu des élus lors des précédentes élections — en fait de même le 14 décembre.
L'ANC se retrouve par la suite concurrencé par la scission provoquée par Jacob Zuma, qui soutient puis prend la tête du parti Umkhonto we Sizwe (MK), du nom de la branche militaire éponyme de l'ANC sous l'apartheid, fondé en décembre 2023. Le 21 mai 2024, soit à peine plus d'une semaine avant le scrutin, la Cour constitutionnelle juge illégale la candidature de Jacob Zuma à un siège de député. Son nom est par conséquent retiré de la liste du parti, bien que sa photo demeure sur les bulletins de vote en tête de liste,,.

## Mode de scrutin
L'Assemblée nationale, la chambre basse du Parlement d'Afrique du Sud, est composée de 400 sièges pourvus tous les cinq ans au scrutin proportionnel plurinominal avec listes bloquées, à raison de 200 sièges répartis dans neuf circonscriptions électorales de 4 à 43 sièges correspondant aux neuf provinces du pays en fonction de leur population, et de 200 sièges restants à pourvoir dans une circonscription nationale unique. Les résultats en pourcentages de voix donnent lieu à une répartition des sièges à la proportionnelle sans seuil électoral, selon la méthode du plus fort reste et quotient de Droop, puis selon la méthode de la plus forte moyenne pour les éventuels sièges restants. Les électeurs doivent être âgés de plus de dix huit ans. Les partis ont la possibilité de présenter une liste nationale ainsi que des listes pour les provinces, dites listes régionales, ou bien uniquement ces dernières.
La répartition des sièges s'effectuait auparavant sur la base d'un seul vote par électeur. À la suite d'un recours du Mouvement nouvelle nation, la Cour constitutionnelle juge inconstitutionnel ce système en juin 2020, car empêchant les électeurs de voter pour des candidats Indépendants. Pour la première fois lors des élections de 2024, les électeurs disposent d'un bulletin de vote pour la répartition à l'assemblée nationale des 4 à 43 sièges de leur province — pour lesquels les indépendants peuvent candidater — et d'un second bulletin de vote pour la répartition des 200 sièges au niveau national. Comme auparavant, ces votes sont distincts de celui effectué sur un autre bulletin pour les élections provinciales.
Les assemblées des neuf provinces sont composées de 30 à 80 sièges pourvus selon le même mode de scrutin proportionnel à listes bloquées. Leurs membres élisent à leur tour pour cinq ans les exécutifs des provinces, ainsi que les membres de la Chambre haute du pays, le Conseil national des Provinces à raison de dix conseillers par province, dont obligatoirement le président provincial.
| Provinces        | SN     | SN            | SP     | SP            |
| Provinces        | Sièges | +/-           | Sièges | +/-           |
| ---------------- | ------ | ------------- | ------ | ------------- |
| Cap-Nord         | 5      | en stagnation | 30     | en stagnation |
| Cap-Occidental   | 24     | 1             | 42     | en stagnation |
| Cap-Oriental     | 25     | en stagnation | 72     | 9             |
| État libre       | 10     | 1             | 30     | en stagnation |
| Gauteng          | 47     | 1             | 80     | 7             |
| KwaZulu-Natal    | 41     | en stagnation | 80     | en stagnation |
| Limpopo          | 20     | 1             | 64     | 15            |
| Mpumalanga       | 15     | en stagnation | 51     | 21            |
| Nord-Ouest       | 13     | en stagnation | 38     | 5             |
| Sièges nationaux | 200    | en stagnation |        |               |
| Total            | 400    | en stagnation | 487    | 57            |

## Résultats

### Assemblée nationale

#### Nationaux
|                           |                                              |                  |                  |                  |                  |                  |                  |                  |       |               |  |  |  |  |
| Partis                    | Partis                                       | Sièges nationaux | Sièges nationaux | Sièges nationaux | Sièges nationaux | Sièges régionaux | Sièges régionaux | Sièges régionaux | Total | +/-           |  |  |  |  |
| Partis                    | Partis                                       | Voix             | %                | +/-              | Sièges           | Voix             | %                | Sièges           | Total | +/-           |  |  |  |  |
|                           | Congrès national africain (ANC)              | 6 459 284        | 40,18            | 17,32            | 73               | 6 238 676        | 39,34            | 86               | 159   | 71            |  |  |  |  |
|                           | Alliance démocratique (DA)                   | 3 506 855        | 21,81            | 1,04             | 42               | 3 454 648        | 21,78            | 45               | 87    | 3             |  |  |  |  |
|                           | Umkhonto we Sizwe (MK)                       | 2 344 291        | 14,58            | Nv.              | 31               | 2 240 537        | 14,13            | 27               | 58    | 58            |  |  |  |  |
|                           | Combattants pour la liberté économique (EFF) | 1 529 914        | 9,52             | 1,27             | 17               | 1 560 072        | 9,84             | 22               | 39    | 5             |  |  |  |  |
|                           | Parti Inkatha de la liberté (IFP)            | 618 208          | 3,84             | 0,47             | 8                | 688 878          | 4,34             | 9                | 17    | 3             |  |  |  |  |
|                           | Alliance patriotique (PA)                    | 330 416          | 2,05             | 2,02             | 5                | 347 287          | 2,19             | 4                | 9     | 9             |  |  |  |  |
|                           | Front de la liberté (VF+)                    | 219 052          | 1,36             | 1,02             | 4                | 236 603          | 1,49             | 2                | 6     | 4             |  |  |  |  |
|                           | ActionSA                                     | 192 329          | 1,20             | Nv.              | 4                | 220 824          | 1,39             | 2                | 6     | 6             |  |  |  |  |
|                           | Parti chrétien-démocrate africain (ACDP)     | 96 571           | 0,60             | 0,24             | 3                | 93 878           | 0,59             | 0                | 3     | 1             |  |  |  |  |
|                           | Mouvement démocratique uni (UDM)             | 78 444           | 0,49             | 0,04             | 2                | 85 764           | 0,54             | 1                | 3     | 1             |  |  |  |  |
|                           | Lève-toi Mzansi (RISE)                       | 67 970           | 0,42             | Nv.              | 1                | 70 538           | 0,44             | 1                | 2     | 2             |  |  |  |  |
|                           | Construire une Afrique du Sud (BOSA)         | 65 919           | 0,41             | Nv.              | 2                | 69 485           | 0,44             | 0                | 2     | 2             |  |  |  |  |
|                           | Mouvement de transformation africain (ATM)   | 63 554           | 0,39             | 0,04             | 2                | 66 912           | 0,42             | 0                | 2     | en stagnation |  |  |  |  |
|                           | Al Jama-ah (ALJAMA)                          | 39 068           | 0,24             | 0,06             | 2                | 53 404           | 0,34             | 0                | 2     | 1             |  |  |  |  |
|                           | Congrès national Coloured (NCC)              | 37 423           | 0,23             | Nv.              | 1                | 47 188           | 0,30             | 1                | 2     | 2             |  |  |  |  |
|                           | Congrès panafricain d'Azanie (PAC)           | 36 710           | 0,23             | 0,04             | 1                | 40 831           | 0,26             | 0                | 1     | en stagnation |  |  |  |  |
|                           | Transformation des africains unis (UAT)      | 35 678           | 0,22             | Nv.              | 1                | 32 267           | 0,20             | 0                | 1     | 1             |  |  |  |  |
|                           | Good                                         | 29 500           | 0,18             | 0,22             | 1                | 36 314           | 0,23             | 0                | 1     | 1             |  |  |  |  |
|                           | Espoir pour l'Afrique du Sud (#HOPE4SA)      | 27 216           | 0,17             | Nv.              | 0                | 16 966           | 0,11             | 0                | 0     | en stagnation |  |  |  |  |
|                           | Autres partis                                | 298 940          | 1,86             | –                | 0                | 238 190          | 1,50             | 0                | 0     | 6             |  |  |  |  |
|                           | Indépendants                                 |                  |                  |                  |                  | 19 302           | 0,12             | 0                | 0     | Nv.           |  |  |  |  |
|                           |                                              |                  |                  |                  |                  |                  |                  |                  |       |               |  |  |  |  |
| Suffrages exprimés        | Suffrages exprimés                           | 16 077 342       | 98,69            |                  |                  | 15 858 564       | 97,35            |                  |       |               |  |  |  |  |
| Votes blancs ou invalides | Votes blancs ou invalides                    | 213 418          | 1,31             | 432 196          | 2,65             |                  |                  |                  |       |               |  |  |  |  |
| Total                     | Total                                        | 16 290 760       | 100              | –                | 200              | 16 290 760       | 100              | 200              | 400   | en stagnation |  |  |  |  |
| Abstention                | Abstention                                   | 11 491 321       | 41,36            |                  |                  | 11 491 321       | 41,36            |                  |       |               |  |  |  |  |
| Inscrits/Participation    | Inscrits/Participation                       | 27 782 081       | 58,64            | 27 782 081       | 58,64            |                  |                  |                  |       |               |  |  |  |  |

#### Cartes

Parti vainqueur par circonscription nationale
Gains et pertes de sièges de l'ANC par province
Résultats de la DA par province
Résultats des EFF par province
Résultats du MK par province

### Conseil national des provinces
|       |                                              |    |    |    |    |    |    |    |    |    |    |               |  |  |
| Parti | Parti                                        | NC | WC | EC | FS | G  | KN | M  | L  | NW | T  | +/-           |  |  |
|       | Congrès national africain (ANC)              | 5  | 2  | 6  | 5  | 4  | 2  | 5  | 8  | 6  | 43 | 11            |  |  |
|       | Alliance démocratique (DA)                   | 2  | 6  | 2  | 2  | 3  | 1  | 1  | 1  | 2  | 20 | en stagnation |  |  |
|       | Combattants pour la liberté économique (EFF) | 1  | 1  | 1  | 1  | 1  | —  | 2  | 1  | 2  | 10 | 1             |  |  |
|       | Umkhonto we Sizwe (MK)                       | —  | —  | —  | 1  | 1  | 5  | 2  | —  | —  | 9  | Nv.           |  |  |
|       | Front de la liberté (VF+)                    | 1  | —  | —  | 1  | —  | —  | —  | —  | —  | 2  | 1             |  |  |
|       | Parti Inkatha de la liberté (IFP)            | —  | —  | —  | —  | —  | 2  | —  | —  | —  | 2  | en stagnation |  |  |
|       | Alliance patriotique (PA)                    | 1  | 1  | —  | —  | —  | —  | —  | —  | —  | 2  | 2             |  |  |
|       | Mouvement démocratique uni (UDM)             | —  | —  | 1  | —  | —  | —  | —  | —  | —  | 1  | 1             |  |  |
|       | ActionSA                                     | —  | —  | —  | —  | 1  | —  | —  | —  | —  | 1  | Nv.           |  |  |
| Total | Total                                        | 10 | 10 | 10 | 10 | 10 | 10 | 10 | 10 | 10 | 90 | —             |  |  |

### Législatures provinciales
| Parti | Parti                                         | NC | WC | EC | FS | G  | KN | M  | L  | NW | T   | +/-           |
| ----- | --------------------------------------------- | -- | -- | -- | -- | -- | -- | -- | -- | -- | --- | ------------- |
|       | Congrès national africain (ANC)               | 15 | 8  | 45 | 16 | 28 | 14 | 27 | 48 | 23 | 224 | 31            |
|       | Alliance démocratique (DA)                    | 7  | 24 | 11 | 7  | 22 | 11 | 6  | 4  | 5  | 97  | 8             |
|       | Umkhonto we Sizwe (MK)                        | —  | —  | 1  | 1  | 8  | 37 | 9  | 1  | 1  | 58  | Nv.           |
|       | Combattants pour la liberté économique (EFF)  | 4  | 2  | 8  | 4  | 11 | 2  | 7  | 9  | 7  | 54  | 4             |
|       | Parti Inkatha de la liberté (IFP)             | —  | —  | —  | —  | 1  | 15 | —  | —  | —  | 16  | 2             |
|       | Alliance patriotique (PA)                     | 3  | 3  | 2  | —  | 2  | —  | —  | —  | —  | 10  | 10            |
|       | Front de la liberté (VF+)                     | 1  | 1  | 1  | 1  | 2  | —  | 1  | 1  | 1  | 9   | 2             |
|       | ActionSA                                      | —  | —  | —  | —  | 3  | —  | 1  | —  | 1  | 5   | Nv.           |
|       | Mouvement démocratique uni (UDM)              | —  | —  | 3  | —  | —  | —  | —  | —  | —  | 3   | 1             |
|       | Parti chrétien-démocrate africain (ACDP)      | —  | 1  | —  | —  | 1  | —  | —  | —  | —  | 2   | 1             |
|       | Mouvement de transformation africain (ATM)    | —  | —  | 1  | —  | —  | —  | —  | —  | —  | 1   | 1             |
|       | Parti national de la liberté (NFP)            | —  | —  | —  | —  | —  | 1  | —  | —  | —  | 1   | en stagnation |
|       | Congrès national Coloured (NCC)               | —  | 1  | —  | —  | —  | —  | —  | —  | —  | 1   | Nv.           |
|       | Congrès africain pour la transformation (ACT) | —  | —  | —  | 1  | —  | —  | —  | —  | —  | 1   | Nv.           |
|       | Transformation des africains unis (UAT)       | —  | —  | —  | —  | —  | —  | —  | 1  | —  | 1   | Nv.           |
|       | Lève-toi Mzansi (RISE)                        | —  | —  | —  | —  | 1  | —  | —  | —  | —  | 1   | Nv.           |
|       | Construire une Afrique du Sud (BOSA)          | —  | —  | —  | —  | 1  | —  | —  | —  | —  | 1   | Nv.           |
|       | Good                                          | —  | 1  | —  | —  | —  | —  | —  | —  | —  | 1   | en stagnation |
|       | Al Jama-ah (ALJAMA)                           | —  | 1  | —  | —  | —  | —  | —  | —  | —  | 1   | en stagnation |
|       | Front des minorités (MF)                      |    |    |    |    |    |    |    |    |    | 0   | 1             |
| Total | Total                                         | 30 | 42 | 72 | 30 | 80 | 80 | 51 | 64 | 38 | 487 | 57            |

#### Cap-Nord
L'ANC perd sa majorité absolue pour la première fois depuis 1994, et remporte l'exacte moitié des sièges. Le premier ministre sortant Zamani Saul parvient à être réélu en formant une coalition avec le Front de liberté (VF+).
|                        |                                              |         |       |      |        |               |  |  |  |  |  |  |  |  |
| Parti                  | Parti                                        | Voix    | %     | +/-  | Sièges | +/-           |  |  |  |  |  |  |  |  |
|                        | Congrès national africain (ANC)              | 195 267 | 49,34 | 8,20 | 15     | 3             |  |  |  |  |  |  |  |  |
|                        | Alliance démocratique (DA)                   | 83 848  | 21,19 | 4,32 | 7      | 1             |  |  |  |  |  |  |  |  |
|                        | Combattants pour la liberté économique (EFF) | 52 433  | 13,25 | 3,54 | 4      | 1             |  |  |  |  |  |  |  |  |
|                        | Alliance patriotique (PA)                    | 34 180  | 8,64  | Nv.  | 3      | 3             |  |  |  |  |  |  |  |  |
|                        | Front de la liberté (VF+)                    | 7 239   | 1,83  | 0,85 | 1      | en stagnation |  |  |  |  |  |  |  |  |
|                        | Mouvement des communautés du Cap-Nord (NCCM) | 6 547   | 1,65  | Nv.  | 0      | en stagnation |  |  |  |  |  |  |  |  |
|                        | Umkhonto we Sizwe (MK)                       | 3 111   | 0,79  | Nv.  | 0      | en stagnation |  |  |  |  |  |  |  |  |
|                        | ActionSA                                     | 2 015   | 0,51  | Nv.  | 0      | en stagnation |  |  |  |  |  |  |  |  |
|                        | Good                                         | 1 849   | 0,47  | 0,36 | 0      | en stagnation |  |  |  |  |  |  |  |  |
|                        | Espoir pour l'Afrique du Sud (#HOPE4SA)      | 1 745   | 0,44  | Nv.  | 0      | en stagnation |  |  |  |  |  |  |  |  |
|                        | Parti chrétien-démocrate africain (ACDP)     | 1 498   | 0,38  | 0,35 | 0      | en stagnation |  |  |  |  |  |  |  |  |
|                        | Congrès du peuple (COPE)                     | 1 007   | 0,25  | 0,61 | 0      | en stagnation |  |  |  |  |  |  |  |  |
|                        | Construire une Afrique du Sud (BOSA)         | 995     | 0,25  | Nv.  | 0      | en stagnation |  |  |  |  |  |  |  |  |
|                        | Autres                                       | 4 048   | 1,02  | –    | 0      | –             |  |  |  |  |  |  |  |  |
|                        |                                              |         |       |      |        |               |  |  |  |  |  |  |  |  |
| Suffrages exprimés     | Suffrages exprimés                           | 395 782 | 98,90 |      |        |               |  |  |  |  |  |  |  |  |
| Votes invalides        | Votes invalides                              | 4 403   | 1,10  |      |        |               |  |  |  |  |  |  |  |  |
| Total                  | Total                                        | 400 185 | 100   | –    | 30     | en stagnation |  |  |  |  |  |  |  |  |
| Abstention             | Abstention                                   | 256 641 | 39,07 |      |        |               |  |  |  |  |  |  |  |  |
| Inscrits/Participation | Inscrits/Participation                       | 656 826 | 60,93 |      |        |               |  |  |  |  |  |  |  |  |

#### Cap-Occidental
Alan Winde est réélu à la tête de la province, alors que son parti, l'Alliance démocratique, maintient sa majorité absolue.
|                        |                                              |           |       |      |        |               |  |  |  |  |  |  |  |  |
| Parti                  | Parti                                        | Voix      | %     | +/-  | Sièges | +/-           |  |  |  |  |  |  |  |  |
|                        | Alliance démocratique (DA)                   | 1 088 423 | 55,30 | 0,15 | 24     | en stagnation |  |  |  |  |  |  |  |  |
|                        | Congrès national africain (ANC)              | 384 853   | 19,55 | 9,09 | 8      | 4             |  |  |  |  |  |  |  |  |
|                        | Alliance patriotique (PA)                    | 153 607   | 7,80  | Abs. | 3      | 3             |  |  |  |  |  |  |  |  |
|                        | Combattants pour la liberté économique (EFF) | 104 354   | 5,30  | 1,26 | 2      | en stagnation |  |  |  |  |  |  |  |  |
|                        | Congrès national Coloured (NCC)              | 46 770    | 2,38  | Nv.  | 1      | 1             |  |  |  |  |  |  |  |  |
|                        | Front de la liberté (VF+)                    | 28 471    | 1,45  | 0,11 | 1      | en stagnation |  |  |  |  |  |  |  |  |
|                        | Al Jama-ah (ALJAMA)                          | 25 537    | 1,30  | 0,44 | 1      | en stagnation |  |  |  |  |  |  |  |  |
|                        | Parti chrétien-démocrate africain (ACDP)     | 25 363    | 1,29  | 1,37 | 1      | en stagnation |  |  |  |  |  |  |  |  |
|                        | Good                                         | 22 207    | 1,13  | 1,88 | 1      | en stagnation |  |  |  |  |  |  |  |  |
|                        | Umkhonto we Sizwe (MK)                       | 11 263    | 0,57  | Nv.  | 0      | en stagnation |  |  |  |  |  |  |  |  |
|                        | Lève-toi Mzansi (RISE)                       | 9 954     | 0,51  | Nv.  | 0      | en stagnation |  |  |  |  |  |  |  |  |
|                        | Alliance africaine de restauration (ARA)     | 8 318     | 0,42  | Nv.  | 0      | en stagnation |  |  |  |  |  |  |  |  |
|                        | Construire une Afrique du Sud (BOSA)         | 8 028     | 0,41  | Nv.  | 0      | en stagnation |  |  |  |  |  |  |  |  |
|                        | Congrès panafricain d'Azanie (PAC)           | 6 151     | 0,31  | 0,12 | 0      | en stagnation |  |  |  |  |  |  |  |  |
|                        | Mouvement démocratique uni (UDM)             | 5 933     | 0,30  | 0,02 | 0      | en stagnation |  |  |  |  |  |  |  |  |
|                        | ActionSA                                     | 5 788     | 0,29  | Nv.  | 0      | en stagnation |  |  |  |  |  |  |  |  |
|                        | Mouvement de transformation africain (ATM)   | 5 581     | 0,28  | 0,04 | 0      | en stagnation |  |  |  |  |  |  |  |  |
|                        | Parti du référendum (RP)                     | 5 110     | 0,26  | Nv.  | 0      | en stagnation |  |  |  |  |  |  |  |  |
|                        | Mouvement populaire pour le changement (PMC) | 5 074     | 0,26  | 0,23 | 0      | en stagnation |  |  |  |  |  |  |  |  |
|                        | Mouvement allié pour le changement (AM4C)    | 5 065     | 0,26  | Nv.  | 0      | en stagnation |  |  |  |  |  |  |  |  |
|                        | Autres                                       | 12 413    | 0,63  | –    | 0      | –             |  |  |  |  |  |  |  |  |
|                        |                                              |           |       |      |        |               |  |  |  |  |  |  |  |  |
| Suffrages exprimés     | Suffrages exprimés                           | 1 968 263 | 99,25 |      |        |               |  |  |  |  |  |  |  |  |
| Votes invalides        | Votes invalides                              | 14 874    | 0,75  |      |        |               |  |  |  |  |  |  |  |  |
| Total                  | Total                                        | 1 983 137 | 100   | –    | 42     | en stagnation |  |  |  |  |  |  |  |  |
| Abstention             | Abstention                                   | 1 333 935 | 40,21 |      |        |               |  |  |  |  |  |  |  |  |
| Inscrits/Participation | Inscrits/Participation                       | 3 317 072 | 59,79 |      |        |               |  |  |  |  |  |  |  |  |

#### Cap-Oriental
Oscar Mabuyane est réélu, tandis que l'ANC conserve sa solide majorité, malgré un recul substantiel en termes de suffrages.
|                        |                                              |           |       |      |        |               |  |  |  |  |  |  |  |  |
| Parti                  | Parti                                        | Voix      | %     | +/-  | Sièges | +/-           |  |  |  |  |  |  |  |  |
|                        | Congrès national africain (ANC)              | 1 114 294 | 62,16 | 6,58 | 45     | 1             |  |  |  |  |  |  |  |  |
|                        | Alliance démocratique (DA)                   | 267 007   | 14,89 | 0,84 | 11     | 1             |  |  |  |  |  |  |  |  |
|                        | Combattants pour la liberté économique (EFF) | 181 855   | 10,14 | 2,30 | 8      | 3             |  |  |  |  |  |  |  |  |
|                        | Mouvement démocratique uni (UDM)             | 66 572    | 3,71  | 1,11 | 3      | 1             |  |  |  |  |  |  |  |  |
|                        | Alliance patriotique (PA)                    | 41 355    | 2,31  | Nv.  | 2      | 2             |  |  |  |  |  |  |  |  |
|                        | Mouvement de transformation africain (ATM)   | 27 761    | 1,55  | 0,03 | 1      | en stagnation |  |  |  |  |  |  |  |  |
|                        | Umkhonto we Sizwe (MK)                       | 25 904    | 1,44  | Nv.  | 1      | 1             |  |  |  |  |  |  |  |  |
|                        | Front de la liberté (VF+)                    | 9 321     | 0,52  | 0,06 | 1      | en stagnation |  |  |  |  |  |  |  |  |
|                        | Congrès panafricain d'Azanie (PAC)           | 9 168     | 0,51  | 0,10 | 0      | en stagnation |  |  |  |  |  |  |  |  |
|                        | Parti chrétien-démocrate africain (ACDP)     | 8 642     | 0,48  | 0,01 | 0      | en stagnation |  |  |  |  |  |  |  |  |
|                        | ActionSA                                     | 8 315     | 0,46  | Nv.  | 0      | en stagnation |  |  |  |  |  |  |  |  |
|                        | Lève-toi Mzansi (RISE)                       | 5 167     | 0,29  | Nv.  | 0      | en stagnation |  |  |  |  |  |  |  |  |
|                        | Congrès africain indépendant (AIC)           | 3 935     | 0,22  | 0,20 | 0      | en stagnation |  |  |  |  |  |  |  |  |
|                        | Organisation du peuple azanien (AZAPO)       | 3 884     | 0,22  | 0,14 | 0      | en stagnation |  |  |  |  |  |  |  |  |
|                        | Autres                                       | 19 547    | 1,09  | –    | 0      | –             |  |  |  |  |  |  |  |  |
|                        |                                              |           |       |      |        |               |  |  |  |  |  |  |  |  |
| Suffrages exprimés     | Suffrages exprimés                           | 1 792 727 | 98,88 |      |        |               |  |  |  |  |  |  |  |  |
| Votes invalides        | Votes invalides                              | 20 239    | 1,12  |      |        |               |  |  |  |  |  |  |  |  |
| Total                  | Total                                        | 1 812 966 | 100   | –    | 72     | 9             |  |  |  |  |  |  |  |  |
| Abstention             | Abstention                                   | 1 625 958 | 47,28 |      |        |               |  |  |  |  |  |  |  |  |
| Inscrits/Participation | Inscrits/Participation                       | 3 438 924 | 52,72 |      |        |               |  |  |  |  |  |  |  |  |

#### État libre
L'ANC recule de manière très importante, mais conserve par un siège la majorité absolue. L'ANC conserve donc le contrôle de la province. Cependant, le premier ministre sortant, Mxolisi Dukwana, est remplacé par Maqueen Letsoha-Mathae.
|                        |                                               |           |       |      |        |               |  |  |  |  |  |  |  |  |
| Parti                  | Parti                                         | Voix      | %     | +/-  | Sièges | +/-           |  |  |  |  |  |  |  |  |
|                        | Congrès national africain (ANC)               | 429 241   | 51,87 | 9,27 | 16     | 3             |  |  |  |  |  |  |  |  |
|                        | Alliance démocratique (DA)                    | 181 062   | 21,88 | 4,30 | 7      | 1             |  |  |  |  |  |  |  |  |
|                        | Combattants pour la liberté économique (EFF)  | 111 850   | 13,52 | 0,94 | 4      | en stagnation |  |  |  |  |  |  |  |  |
|                        | Front de la liberté (VF+)                     | 24 933    | 3,01  | 0,95 | 1      | en stagnation |  |  |  |  |  |  |  |  |
|                        | Umkhonto we Sizwe (MK)                        | 15 985    | 1,93  | Nv.  | 1      | 1             |  |  |  |  |  |  |  |  |
|                        | Congrès africain pour la transformation (ACT) | 15 120    | 1,83  | Nv.  | 1      | 1             |  |  |  |  |  |  |  |  |
|                        | Alliance patriotique (PA)                     | 11 730    | 1,42  | 0,86 | 0      | en stagnation |  |  |  |  |  |  |  |  |
|                        | Mouvement de transformation africain (ATM)    | 5 874     | 0,71  | 0,07 | 0      | en stagnation |  |  |  |  |  |  |  |  |
|                        | ActionSA                                      | 4 503     | 0,54  | Nv.  | 0      | en stagnation |  |  |  |  |  |  |  |  |
|                        | Mouvement africain de contenu (ACM)           | 4 414     | 0,53  | 0,32 | 0      | en stagnation |  |  |  |  |  |  |  |  |
|                        | Parti chrétien-démocrate africain (ACDP)      | 3 967     | 0,48  | 0,06 | 0      | en stagnation |  |  |  |  |  |  |  |  |
|                        | Construire une Afrique du Sud (BOSA)          | 2 916     | 0,35  | Nv.  | 0      | en stagnation |  |  |  |  |  |  |  |  |
|                        | Lève-toi Mzansi (RISE)                        | 2 348     | 0,28  | Nv.  | 0      | en stagnation |  |  |  |  |  |  |  |  |
|                        | Congrès panafricain d'Azanie (PAC)            | 1 970     | 0,24  | 0,07 | 0      | en stagnation |  |  |  |  |  |  |  |  |
|                        | Congrès du peuple (COPE)                      | 1 860     | 0,22  | 0,23 | 0      | en stagnation |  |  |  |  |  |  |  |  |
|                        | Autres                                        | 9 181     | 1,11  | –    | 0      | –             |  |  |  |  |  |  |  |  |
|                        | Indépendant                                   | 558       | 0,07  | –    | 0      | –             |  |  |  |  |  |  |  |  |
|                        |                                               |           |       |      |        |               |  |  |  |  |  |  |  |  |
| Suffrages exprimés     | Suffrages exprimés                            | 827 512   | 99,01 |      |        |               |  |  |  |  |  |  |  |  |
| Votes invalides        | Votes invalides                               | 8 280     | 0,99  |      |        |               |  |  |  |  |  |  |  |  |
| Total                  | Total                                         | 835 792   | 100   | –    | 30     | en stagnation |  |  |  |  |  |  |  |  |
| Abstention             | Abstention                                    | 621 135   | 42,63 |      |        |               |  |  |  |  |  |  |  |  |
| Inscrits/Participation | Inscrits/Participation                        | 1 456 927 | 57,37 |      |        |               |  |  |  |  |  |  |  |  |

#### Gauteng
L'ANC perd sa majorité absolue, mais conserve la première place. Le premier ministre sortant, Panyaza Lesufi, parvient à être réélu, et forme un gouvernement de coalition minoritaire avec la PA, l'IFP et RISE.
|                        |                                              |           |       |               |        |               |  |  |  |  |  |  |  |  |
| Parti                  | Parti                                        | Voix      | %     | +/-           | Sièges | +/-           |  |  |  |  |  |  |  |  |
|                        | Congrès national africain (ANC)              | 1 366 872 | 34,75 | 15,44         | 28     | 9             |  |  |  |  |  |  |  |  |
|                        | Alliance démocratique (DA)                   | 1 079 474 | 27,45 | en stagnation | 22     | 2             |  |  |  |  |  |  |  |  |
|                        | Combattants pour la liberté économique (EFF) | 508 395   | 12,93 | 1,76          | 11     | en stagnation |  |  |  |  |  |  |  |  |
|                        | Umkhonto we Sizwe (MK)                       | 384 961   | 9,79  | Nv.           | 8      | 8             |  |  |  |  |  |  |  |  |
|                        | ActionSA                                     | 163 511   | 4,16  | Nv.           | 3      | 3             |  |  |  |  |  |  |  |  |
|                        | Front de la liberté (VF+)                    | 91 556    | 2,33  | 1,23          | 2      | 1             |  |  |  |  |  |  |  |  |
|                        | Alliance patriotique (PA)                    | 79 953    | 2,03  | 1,99          | 2      | 2             |  |  |  |  |  |  |  |  |
|                        | Lève-toi Mzansi (RISE)                       | 38 499    | 0,98  | Nv.           | 1      | 1             |  |  |  |  |  |  |  |  |
|                        | Parti Inkatha de la liberté (IFP)            | 34 250    | 0,87  | 0,02          | 1      | en stagnation |  |  |  |  |  |  |  |  |
|                        | Construire une Afrique du Sud (BOSA)         | 29 984    | 0,76  | Nv.           | 1      | 1             |  |  |  |  |  |  |  |  |
|                        | Parti chrétien-démocrate africain (ACDP)     | 29 173    | 0,74  | 0,03          | 1      | en stagnation |  |  |  |  |  |  |  |  |
|                        | Al Jama-ah (ALJAMA)                          | 14 673    | 0,37  | 0,19          | 0      | en stagnation |  |  |  |  |  |  |  |  |
|                        | Mouvement de transformation africain (ATM)   | 11 419    | 0,29  | 0,04          | 0      | en stagnation |  |  |  |  |  |  |  |  |
|                        | Congrès panafricain d'Azanie (PAC)           | 11 227    | 0,29  | 0,05          | 0      | en stagnation |  |  |  |  |  |  |  |  |
|                        | Transformation des africains unis (UAT)      | 9 217     | 0,23  | Nv.           | 0      | en stagnation |  |  |  |  |  |  |  |  |
|                        | Espoir pour l'Afrique du Sud (#HOPE4SA)      | 8 752     | 0,22  | Nv.           | 0      | en stagnation |  |  |  |  |  |  |  |  |
|                        | Autres                                       | 69 980    | 1,78  | –             | 0      | –             |  |  |  |  |  |  |  |  |
|                        | Indépendants (2)                             | 1 153     | 0,03  | –             | 0      | –             |  |  |  |  |  |  |  |  |
|                        |                                              |           |       |               |        |               |  |  |  |  |  |  |  |  |
| Suffrages exprimés     | Suffrages exprimés                           | 3 933 049 | 99,15 |               |        |               |  |  |  |  |  |  |  |  |
| Votes invalides        | Votes invalides                              | 33 716    | 0,85  |               |        |               |  |  |  |  |  |  |  |  |
| Total                  | Total                                        | 3 966 765 | 100   | –             | 80     | 7             |  |  |  |  |  |  |  |  |
| Abstention             | Abstention                                   | 2 575 213 | 39,36 |               |        |               |  |  |  |  |  |  |  |  |
| Inscrits/Participation | Inscrits/Participation                       | 6 541 978 | 60,64 |               |        |               |  |  |  |  |  |  |  |  |

#### KwaZulu-Natal
L'ANC connait une importante défaite dans cette province, non seulement perdant sa majorité absolue, mais aussi finissant à la troisième place. Le nouveau parti MK arrive largement en tête, mais manque de peu la majorité absolue. Les branches locales des partis au pouvoir au Cap parviennent à former une coalition (IFP-ANC-DA-NFP) qui obtiennent 41 députés sur 80. Le candidat de l'IFP, Thami Ntuli, devient premier ministre. L'IFP reprend ce poste pour la première fois depuis 2004.
|                        |                                              |           |       |       |        |               |  |  |  |  |  |  |  |  |
| Parti                  | Parti                                        | Voix      | %     | +/-   | Sièges | +/-           |  |  |  |  |  |  |  |  |
|                        | Umkhonto we Sizwe (MK)                       | 1 590 813 | 45,35 | Nv.   | 37     | 37            |  |  |  |  |  |  |  |  |
|                        | Parti Inkatha de la liberté (IFP)            | 633 771   | 18,07 | 1,73  | 15     | 2             |  |  |  |  |  |  |  |  |
|                        | Congrès national africain (ANC)              | 595 958   | 16,99 | 37,23 | 14     | 30            |  |  |  |  |  |  |  |  |
|                        | Alliance démocratique (DA)                   | 468 515   | 13,36 | 0,54  | 11     | en stagnation |  |  |  |  |  |  |  |  |
|                        | Combattants pour la liberté économique (EFF) | 79 211    | 2,26  | 7,45  | 2      | 6             |  |  |  |  |  |  |  |  |
|                        | Parti national de la liberté (NFP)           | 19 548    | 0,56  | 1,01  | 1      | en stagnation |  |  |  |  |  |  |  |  |
|                        | Parti chrétien-démocrate africain (ACDP)     | 11 366    | 0,32  | 0,16  | 0      | 1             |  |  |  |  |  |  |  |  |
|                        | ActionSA                                     | 9 569     | 0,27  | Nv.   | 0      | en stagnation |  |  |  |  |  |  |  |  |
|                        | Mouvement allié pour le changement (AM4C)    | 8 007     | 0,23  | Nv.   | 0      | en stagnation |  |  |  |  |  |  |  |  |
|                        | Alliance patriotique (PA)                    | 7 843     | 0,22  | Nv.   | 0      | en stagnation |  |  |  |  |  |  |  |  |
|                        | Autres                                       | 71 131    | 2,03  | –     | 0      | 2             |  |  |  |  |  |  |  |  |
|                        | Indépendant                                  | 12 323    | 0,35  | –     | 0      | –             |  |  |  |  |  |  |  |  |
|                        |                                              |           |       |       |        |               |  |  |  |  |  |  |  |  |
| Suffrages exprimés     | Suffrages exprimés                           | 3 508 055 | 98,88 |       |        |               |  |  |  |  |  |  |  |  |
| Votes invalides        | Votes invalides                              | 39 761    | 1,12  |       |        |               |  |  |  |  |  |  |  |  |
| Total                  | Total                                        | 3 547 816 | 100   | –     | 80     | en stagnation |  |  |  |  |  |  |  |  |
| Abstention             | Abstention                                   | 2 190 433 | 38,17 |       |        |               |  |  |  |  |  |  |  |  |
| Inscrits/Participation | Inscrits/Participation                       | 5 738 249 | 61,83 |       |        |               |  |  |  |  |  |  |  |  |

#### Limpopo
L'ANC recule légèrement, tandis que Phophi Ramathuba succède à Stanley Mathabatha.
|                        |                                              |           |       |      |        |               |  |  |  |  |  |  |  |  |
| Parti                  | Parti                                        | Voix      | %     | +/-  | Sièges | +/-           |  |  |  |  |  |  |  |  |
|                        | Congrès national africain (ANC)              | 1 037 627 | 73,30 | 2,19 | 48     | 10            |  |  |  |  |  |  |  |  |
|                        | Combattants pour la liberté économique (EFF) | 199 900   | 14,12 | 0,31 | 9      | 2             |  |  |  |  |  |  |  |  |
|                        | Alliance démocratique (DA)                   | 84 388    | 5,96  | 0,56 | 4      | 1             |  |  |  |  |  |  |  |  |
|                        | Front de la liberté (VF+)                    | 15 393    | 1,09  | 0,33 | 1      | en stagnation |  |  |  |  |  |  |  |  |
|                        | Umkhonto we Sizwe (MK)                       | 12 027    | 0,85  | Nv.  | 1      | 1             |  |  |  |  |  |  |  |  |
|                        | Transformation des africains unis (UAT)      | 11 653    | 0,82  | Nv.  | 1      | 1             |  |  |  |  |  |  |  |  |
|                        | ActionSA                                     | 9 180     | 0,65  | Nv.  | 0      | en stagnation |  |  |  |  |  |  |  |  |
|                        | Parti chrétien-démocrate africain (ACDP)     | 4 810     | 0,34  | 0,01 | 0      | en stagnation |  |  |  |  |  |  |  |  |
|                        | Parti Action Alliance Développement (AADP)   | 4 448     | 0,31  | Nv.  | 0      | en stagnation |  |  |  |  |  |  |  |  |
|                        | Construire une Afrique du Sud (BOSA)         | 3 706     | 0,26  | Nv.  | 0      | en stagnation |  |  |  |  |  |  |  |  |
|                        | Congrès panafricain d'Azanie (PAC)           | 3 332     | 0,24  | 0,07 | 0      | en stagnation |  |  |  |  |  |  |  |  |
|                        | Parti des bolcheviks d'Afrique du Sud (BPSA) | 3 186     | 0,23  | 0,10 | 0      | en stagnation |  |  |  |  |  |  |  |  |
|                        | Autres                                       | 25 243    | 1,78  | –    | 0      | –             |  |  |  |  |  |  |  |  |
|                        | Indépendants (2)                             | 702       | 0,05  | –    | 0      | –             |  |  |  |  |  |  |  |  |
|                        |                                              |           |       |      |        |               |  |  |  |  |  |  |  |  |
| Suffrages exprimés     | Suffrages exprimés                           | 1 415 595 | 99,04 |      |        |               |  |  |  |  |  |  |  |  |
| Votes invalides        | Votes invalides                              | 13 791    | 0,96  |      |        |               |  |  |  |  |  |  |  |  |
| Total                  | Total                                        | 1 429 386 | 100   | –    | 64     | 15            |  |  |  |  |  |  |  |  |
| Abstention             | Abstention                                   | 1 350 271 | 48,58 |      |        |               |  |  |  |  |  |  |  |  |
| Inscrits/Participation | Inscrits/Participation                       | 2 779 657 | 51,42 |      |        |               |  |  |  |  |  |  |  |  |

#### Mpumalanga
L'ANC subit un autre important recul, mais maintient sa majorité absolue par quelques sièges. Mandla Ndlovu succède à Refilwe Mtsweni-Tsipane.
|                        |                                                      |           |       |       |        |               |  |  |  |  |  |  |  |  |
| Parti                  | Parti                                                | Voix      | %     | +/-   | Sièges | +/-           |  |  |  |  |  |  |  |  |
|                        | Congrès national africain (ANC)                      | 584 609   | 51,15 | 19,43 | 27     | 5             |  |  |  |  |  |  |  |  |
|                        | Umkhonto we Sizwe (MK)                               | 193 995   | 16,97 | Nv.   | 9      | 9             |  |  |  |  |  |  |  |  |
|                        | Combattants pour la liberté économique (EFF)         | 158 511   | 13,87 | 1,08  | 7      | 3             |  |  |  |  |  |  |  |  |
|                        | Alliance démocratique (DA)                           | 137 408   | 12,02 | 2,25  | 6      | 3             |  |  |  |  |  |  |  |  |
|                        | Front de la liberté (VF+)                            | 17 514    | 1,53  | 0,90  | 1      | en stagnation |  |  |  |  |  |  |  |  |
|                        | ActionSA                                             | 5 727     | 0,50  | Nv.   | 1      | 1             |  |  |  |  |  |  |  |  |
|                        | Transformation des africains unis (UAT)              | 5 512     | 0,48  | Nv.   | 0      | en stagnation |  |  |  |  |  |  |  |  |
|                        | Parti chrétien-démocrate africain (ACDP)             | 5 401     | 0,47  | 0,04  | 0      | en stagnation |  |  |  |  |  |  |  |  |
|                        | Parti Inkatha de la liberté (IFP)                    | 5 352     | 0,47  | 0,16  | 0      | en stagnation |  |  |  |  |  |  |  |  |
|                        | Mouvement de transformation africain (ATM)           | 4 918     | 0,43  | 0,18  | 0      | en stagnation |  |  |  |  |  |  |  |  |
|                        | Organisation indépendante populaire africaine (AIPO) | 4 004     | 0,35  | Nv.   | 0      | en stagnation |  |  |  |  |  |  |  |  |
|                        | Convention du Peuple africain (APC)                  | 3 542     | 0,31  | 0,03  | 0      | en stagnation |  |  |  |  |  |  |  |  |
|                        | Alliance patriotique (PA)                            | 2 911     | 0,25  | Nv.   | 0      | en stagnation |  |  |  |  |  |  |  |  |
|                        | Autres                                               | 13 627    | 1,19  | –     | 0      | –             |  |  |  |  |  |  |  |  |
|                        |                                                      |           |       |       |        |               |  |  |  |  |  |  |  |  |
| Suffrages exprimés     | Suffrages exprimés                                   | 1 143 031 | 98,90 |       |        |               |  |  |  |  |  |  |  |  |
| Votes invalides        | Votes invalides                                      | 12 780    | 1,10  |       |        |               |  |  |  |  |  |  |  |  |
| Total                  | Total                                                | 1 155 811 | 100   | –     | 51     | 21            |  |  |  |  |  |  |  |  |
| Abstention             | Abstention                                           | 869 259   | 42,92 |       |        |               |  |  |  |  |  |  |  |  |
| Inscrits/Participation | Inscrits/Participation                               | 2 025 070 | 57,08 |       |        |               |  |  |  |  |  |  |  |  |

#### Nord-Ouest
L'ANC recule légèrement, mais conserve une majorité confortable. Lazarus Mokgosi succède à Bushy Maape.
|                        |                                              |           |       |      |        |               |  |  |  |  |  |  |  |  |
| Parti                  | Parti                                        | Voix      | %     | +/-  | Sièges | +/-           |  |  |  |  |  |  |  |  |
|                        | Congrès national africain (ANC)              | 510 994   | 57,73 | 4,14 | 23     | 2             |  |  |  |  |  |  |  |  |
|                        | Combattants pour la liberté économique (EFF) | 153 743   | 17,37 | 1,27 | 7      | 1             |  |  |  |  |  |  |  |  |
|                        | Alliance démocratique (DA)                   | 117 168   | 13,24 | 2,06 | 5      | 1             |  |  |  |  |  |  |  |  |
|                        | Front de la liberté (VF+)                    | 23 003    | 2,60  | 1,72 | 1      | 1             |  |  |  |  |  |  |  |  |
|                        | Umkhonto we Sizwe (MK)                       | 18 198    | 2,06  | Nv.  | 1      | 1             |  |  |  |  |  |  |  |  |
|                        | ActionSA                                     | 15 053    | 1,70  | Nv.  | 1      | 1             |  |  |  |  |  |  |  |  |
|                        | Alliance patriotique (PA)                    | 8 040     | 0,91  | 0,88 | 0      | en stagnation |  |  |  |  |  |  |  |  |
|                        | Forum pour la prestation de services (F4SD)  | 5 143     | 0,58  | 0,25 | 0      | en stagnation |  |  |  |  |  |  |  |  |
|                        | Transformation des africains unis (UAT)      | 4 779     | 0,54  | Nv.  | 0      | en stagnation |  |  |  |  |  |  |  |  |
|                        | Parti chrétien-démocrate africain (ACDP)     | 3 941     | 0,45  | 0,11 | 0      | en stagnation |  |  |  |  |  |  |  |  |
|                        | Construire une Afrique du Sud (BOSA)         | 3 892     | 0,44  | Nv.  | 0      | en stagnation |  |  |  |  |  |  |  |  |
|                        | Lève-toi Mzansi (RISE)                       | 3 189     | 0,36  | Nv.  | 0      | en stagnation |  |  |  |  |  |  |  |  |
|                        | Congrès africain indépendant (AIC)           | 2 182     | 0,25  | 0,21 | 0      | en stagnation |  |  |  |  |  |  |  |  |
|                        | Mouvement démocratique uni (UDM)             | 2 132     | 0,24  | 0,06 | 0      | en stagnation |  |  |  |  |  |  |  |  |
|                        | Lève-toi, Afrique du Sud (ASA)               | 1 740     | 0,20  | Nv.  | 0      | en stagnation |  |  |  |  |  |  |  |  |
|                        | Congrès du peuple (COPE)                     | 1 738     | 0,20  | 0,07 | 0      | en stagnation |  |  |  |  |  |  |  |  |
|                        | Autres                                       | 10 271    | 1,16  | –    | 0      | –             |  |  |  |  |  |  |  |  |
|                        |                                              |           |       |      |        |               |  |  |  |  |  |  |  |  |
| Suffrages exprimés     | Suffrages exprimés                           | 885 206   | 98,70 |      |        |               |  |  |  |  |  |  |  |  |
| Votes invalides        | Votes invalides                              | 11 663    | 1,30  |      |        |               |  |  |  |  |  |  |  |  |
| Total                  | Total                                        | 896 869   | 100   | –    | 38     | 5             |  |  |  |  |  |  |  |  |
| Abstention             | Abstention                                   | 871 707   | 49,29 |      |        |               |  |  |  |  |  |  |  |  |
| Inscrits/Participation | Inscrits/Participation                       | 1 768 576 | 50,71 |      |        |               |  |  |  |  |  |  |  |  |

## Analyse et conséquences

### Premier parlement sans majorité

Résultats par provinces

Pour la première fois depuis la fin de l'apartheid en 1991 et la première élection législative sud-africaine au suffrage universel en 1994, l'ANC ne remporte pas la majorité absolue avec seulement 40 % des voix exprimées. Ce revers électoral est imputé aux scandales de corruption qui entachent l'ANC, aux mauvais résultats économiques du pays, ainsi qu'à la criminalité en forte hausse,.
Principal parti d'opposition, l'Alliance démocratique de John Steenhuisen conserve sa deuxième place,alors que le recul de l'ANC profite principalement au Umkhonto we Sizwe (MK) de l'ancien président Jacob Zuma, qui arrive troisième pour sa première participation à un scrutin national.
Outre le recul historique de l'ANC, les élections de 2024 aboutissent pour la première fois depuis 1924 à un parlement sans majorité, contraignant les formations politiques à s'entendre pour former et soutenir un gouvernement de coalition. En position de force pour diriger ce dernier, l'ANC se retrouve à devoir des alliés parmi la DA, l'EFF ou le MK. À la tête de l'opposition historique, la DA réclame des réformes économique incluant des privatisations, à l'opposé de la politique économique menée par l'ANC. À l'extrême-gauche, Julius Malema, le chef de l'EFF, réitère son intention de ne pas renoncer à une redistribution des terres appartenant à des blancs sur la base d'expropriations sans compensations. Principalement issu d'une scission de l'ANC, que ce soit en termes de dirigeants ou d'électorat, le MK est la formation la plus proche politiquement du gouvernement sortant, mais l'éventualité d'une alliance entre les deux partis souffre de l'inimitié personnelle entre leurs dirigeants, Cyril Ramaphosa et Jacob Zuma.
L'élection présidentielle organisée au scrutin indirect dans le mois suivant le scrutin constitue alors un test majeur pour les différentes formations politiques de la nouvelle législature.

### Formation du gouvernement
Les cadres de l'ANC se réunissent le 31 mai pour décider de la suite des évènements. Le même jour, John Steenhuisen, déclare que la DA est disposée à participer avec elle à un gouvernement de coalition, tout en la conditionnant à une consultation préalable des autres membres de la Charte multipartite. Julius Malema en fait de même au nom de des EFF. Des négociations informelles s'ouvrent immédiatement avec ces deux partis, avant leur ouvertures officielle le 2 juin par le secrétaire général de l'ANC, Fikile Mbalula, qui assure que le gouvernement a entendu le « message clair » envoyé par les électeurs. S'il assure que les résultats ont été une « leçon d'humilité » pour l'ANC, l'éventualité d'un retrait de Cyril Ramaphosa de la présidence comme condition à une coalition est en revanche rejeté catégoriquement. Les négociations s'ouvrent en l'absence des représentants du MK, en raison du rejet des résultats par ce parti et son dirigeant, Jacob Zuma, qui en conteste la validité. Le MK boycotte ainsi les négociations, son porte parole Nhlamulo Ndhlela jugeant que la présence du parti reviendrait à légitimer la proclamation « illégale » des résultats,.
Deux jours plus tard, la direction de l'ANC conclut dans un document interne qu'une alliance avec la DA et le Parti Inkatha de la liberté (IFP), est préférable, rejetant la possibilité d'une alliance avec les EFF comme le MK. Le 5 juin, le porte parole du parti, Mahlengi Bhengu, annonce que des discussions sont toujours en cours avec la DA, les EFF et plusieurs petit partis, mais pas avec le MK, faute de « réponse positive »,. Ce dernier ne rejoint finalement les négociations que le lendemain, tandis qu'un des membres de la Charte multipartite, l'ActionSA, décide le même jour de la quitter par refus de se coaliser avec l'ANC. Le départ d'ActionSA fait ainsi passer le total de sièges des membres de la Charte de 119 à 113,.
Le 11 juin, Jacob Zuma et le uMkhonto weSizwe font appel auprès de la Cour constitutionnelle afin d'empêcher le parlement nouvellement élu de siéger, invoquant une fraude électorale. Les négociations se poursuivent néanmoins. L'IFP annonce ainsi le 13 juin être disposé à être membre de la coalition avec l'ANC et la DA, ouvrant la voie à un déblocage de la situation. Le même jour, les partis s'accordent sur les « principes fondamentaux » du nouveau gouvernement, tandis que la Cour constitutionnelle rejette le recours de Jacob Zuma, permettant à l'Assemblée de tenir sa session inaugurale comme prévu le lendemain.
L'accord rendu public le 14 juin voit la conclusion d'une coalition réunissant l'ANC, la DA, l'IFP et l'Alliance patriotique (PA), soit tout juste à temps pour la session inaugurale de la nouvelle législature, qui se tient le même jour. Cette dernière voit l'élection de la députée de l'ANC Thoko Didiza à la présidence de l'Assemblée nationale par 284 voix contre 49 à la députée des EFF, Veronica Mente,. La députée DA Annelie Lotriet est, quant à elle, élue à la vice-présidence par 273 voix contre 54 pour le dirigeant du Mouvement de transformation africain (ATM), Vuyolwethu Zungula. Lotriet devient ainsi la première vice-présidente de l'assemblée à ne pas être membre de l'ANC depuis la fin du mandat de Bhadra Ranchod en 1996.
La majorité ainsi formée permet au président Ramaphosa d'être reconduit pour un deuxième mandat lors de l'élection présidentielle organisée au scrutin indirect le 14 juin suivant. Le scrutin, tout comme celui de la présidence et de la vice-présidence de l'assemblée, est boycotté par les députés du MK, qui ne prennent leur place à l'assemblée que le 17 juin.
Ramaphosa forme le 30 juin son troisième gouvernement composé de 32 ministres dont 20 du Congrès national africain, 6 de l'Alliance démocratique, 2 du Parti Inkatha de la liberté, et un chacun de l'Alliance patriotique, du Front de la liberté, du Congrès panafricain d'Azanie  et du Good.